# كوليجن كورس (ألبوم)

"كوليجن كورس" من جي-زي ولينكين بارك

Collision Course (كوليجن كورس) هذا الالقرص المضغوط والدي في دي، صدر في 30 نوفمبر، 2004 من جي-زي ولينكين بارك.

## القائمة الأعمال
1. كوليجن كورس (ألبوم) – 4:05
2. Big Pimpin'/Papercut – 2:36
3. Jigga What/Faint – 3:31
4. Numb/Encore – 3:25
5. Izzo/In The End – 2:45
6. Points of Authority/99 Problems/One Step Closer – 4:56

## روابط خارجية
- كوليجن كورس على موقع أول موفي (الإنجليزية)